# Élections législatives françaises de 1834
Les élections législatives françaises de 1834 ont eu lieu le 21 juin 1834.
Elles sont consécutives à une dissolution de la Chambre des députés prononcée par Louis-Philippe afin de réduire la représentation de l'opposition républicaine, laquelle était suspectée de soutenir des troubles dans le pays. La majorité orléaniste sort confortée du scrutin.

## Mode de scrutin
Conformément à la charte de 1830, les députés sont élus au scrutin uninominal majoritaire à trois tours dans l'une des 459 circonscriptions définies par le redécoupage de 1831. Le suffrage est censitaire, et le corps électoral compte 171 015 inscrits. Il y eut 129 211 votants, soit 75,56% de participation.

## Résultats
| Résultats de l'élection législative de 1834 en France |                          |         |        |        |     |
| Parti                                                 | Parti                    | Voix    | %      | Sièges | +/- |
|                                                       | Parti de la Résistance   | 89 885  | 69,56  | 320    | Nv. |
|                                                       | Parti du Mouvement       | 21 073  | 16.30% | 75     | Nv. |
|                                                       | Tiers Parti              | 14 036  | 10,87  | 50     | Nv. |
|                                                       | Légitimistes             | 4 218   | 3,26   | 15     | 89  |
|                                                       |                          |         |        |        |     |
| Total                                                 | Total                    | 129 212 | 100    | 460    | 1   |
| Abstentions                                           | Abstentions              | 41 803  | 24,44  |        |     |
| Inscrits / participation                              | Inscrits / participation | 171 015 | 75,56  |        |     |

La chambre fut dissoute par le Roi Louis-Philippe Ier le 3 octobre 1837.